# 周道 (弘治進士)
周道（1456年—？），字嘉猷，河南河南府鞏縣人，民籍，明朝政治人物。

## 生平
河南鄉試第十七名舉人。弘治九年（1496年）中式丙辰科會試第二百七十九名，三甲第八十名進士。历官南京户部郎中，九年二月升辽东行太仆寺少卿。

## 家族
曾祖周儼，州府推官；祖父周禎；父周貴，太平縣訓導。母霍氏。慈侍下。兄輔、佐、弟臣、相。